# サッカーヨルダン女子代表
サッカーヨルダン女子代表（サッカーヨルダンじょしだいひょう）は、ヨルダンサッカー協会(JFA)によって編成されるサッカーのナショナルチーム。アジアサッカー連盟(AFC)および西アジアサッカー連盟(WAFF)所属。女子W杯、オリンピックとも出場はない。
思想・信条の関係から結成は比較的新しく、第15回アジア競技大会では選手がヒジャブなどを着用してのプレーが話題になった。
2012年4月より日本サッカー協会からの派遣で沖山雅彦が監督に就任。

## ワールドカップの成績
（※ 結成後のみ記載）
- 2007 - 不参加
- 2011 - 予選敗退
- 2015 - 予選敗退
- 2019 - 予選敗退
- 2023 - 予選敗退

## オリンピックの成績
（※ 結成後のみ記載）
- 2008 - 予選出場辞退
- 2012 - 予選敗退
- 2016 - 予選敗退
- 2020 - 予選敗退

## アジアカップの成績
（※ 結成後のみ記載）
- 2006 - 不参加
- 2008 - 不参加
- 2010 - 予選敗退
- 2014 - グループリーグ敗退
- 2018 - グループリーグ敗退
- 2022 - 予選敗退

## アジア競技大会の戦績
（※ 結成後のみ記載）
- 2006 - グループリーグ敗退
- 2010 - グループリーグ敗退
- 2014 - グループリーグ敗退
- 2018 - 不参加

## 西アジア女子サッカー選手権の成績
| 開催年 | 結果   | 試合 | 勝利 | 引分 | 敗戦 | 得点 | 失点 |
| ------ | ------ | ---- | ---- | ---- | ---- | ---- | ---- |
| 2005   | 優勝   | 4    | 4    | 0    | 0    | 26   | 1    |
| 2007   | 優勝   | 3    | 3    | 0    | 0    | 12   | 2    |
| 2010   | 準優勝 | 4    | 3    | 0    | 1    | 18   | 2    |
| 2011   | 4位    | 5    | 2    | 2    | 1    | 16   | 6    |
| 2014   | 優勝   | 3    | 3    | 0    | 0    | 22   | 0    |